# Kimberly Dos Ramos
Kimberly Dos Ramos De Sousa (née le 15 avril 1992 à Caracas, Venezuela), est une actrice et chanteuse vénézuélienne. L'actrice a commencé sa carrière dans des publicités et des promotions sur la chaîne de télévision vénézuélienne Radio Caracas télévision. Puis, elle a agi dans les telenovelas en rôles sur RCTV International comme «Eugenia Alcoy Del Casal» sur La Trepadora et comme «Karen Montero» sur Que el cielo me explique. Elle fut plus tard appelée tout au long de toute l'Amérique latine «Matilda Román» dans la série télévisée de Nickelodeon Grachi.

## Filmographie
| Télévision | Télévision               | Télévision                         | Télévision               |
| Année      | Titre                    | Rôle                               | Remarques                |
| ---------- | ------------------------ | ---------------------------------- | ------------------------ |
| 1996       | Todo por tu amor         | Elle-même                          | Cameo                    |
| 1997       | Destino de mujer         | Elle-même                          | Cameo                    |
| 1999       | Cuando hay pasión        | Elle-même                          | Cameo                    |
| 2000       | Hechizo de amor          | Martica Sánchez                    | Performance de l'enfant  |
| 2001       | Más que amor, frenesí    | Anastasia Lara Fajardo             | Performance de l'enfant  |
| 2002       | Las González             | Petunia                            | Jeunesse-acteur          |
| 2003       | La Cuaima                | Petunia                            | Jeunesse-acteur          |
| 2005       | Amor a palos             | Julieta Soriano                    | Jeunesse-acteur          |
| 2007       | La merienda              | Elle-même                          | Animateur et réalisateur |
| 2008       | La trepadora             | Eugenia Alcoy Del Casal            | Jeunesse-acteur          |
| 2009       | Loco video loco          | Elle-même                          | Animateur et réalisateur |
| 2010       | Que el cielo me explique | Karen Montero                      | Jeunesse-acteur          |
| 2011-2013  | Grachi                   | Matilda Román                      | Antagoniste principal    |
| 2012-2013  | El rostro de la venganza | Katerina Alvarado                  | Rôle secondaire          |
| 2013-2014  | Marido en alquiler       | Patricia Ibarra Palmer             | Jeunesse-acteur          |
| 2014-2015  | Tierra de reyes          | Irina Del Junco                    | Protagoniste principal   |
| 2015-2016  | ¿Quién es quién?         | Fernanda Manrique / Isabela Blanco | Protagoniste principal   |
| 2016-2017  | Vino el amor             | Graciela                           | Antagoniste Principal    |
| 2018-2019  | Por Amar Sin Ley         | Sofia Alcocer                      | Rôle secondaire          |
| 2020       | Rubí                     | Maribel De la Fuente               | Protagoniste             |
| 2021       | La Desalmada             | Isabella Gallardo                  | Antagoniste principale   |
| 2023       | Vuelve a mí              | Brenda Montero                     | Antagoniste princiaple   |
| 2024       | Vivir de amor            | Angeli del olmo sandoval           | Protagoniste principale  |

## Récompenses et distinctions
| Année | Récompenses                             | Catégorie                            | Travaux                  | Result      |
| ----- | --------------------------------------- | ------------------------------------ | ------------------------ | ----------- |
| 2011  | Kids Choice Awards Mexico               | Meilleur méchant favori              | Grachi                   | Nomination, |
| 2011  | Kids' Choice Awards Argentina           | Meilleur méchant favori              | Grachi                   | Nomination, |
| 2012  | Los Premios el Universo del Espectáculo | TV - meilleure jeune performance     | Que el cielo me explique | Nomination, |
| 2012  | Kids Choice Awards Mexico               | Meilleur méchant favori              | Grachi                   | Nomination  |
| 2012  | Kids' Choice Awards Argentina           | Meilleur méchant favori              | Grachi                   | Nomination  |
| 2012  | Meus Prêmios Nick Brasil                | Fille de l'année                     | Grachi                   | Nomination  |
| 2012  | Twitter Awards                          | Miss Tweet                           | Elle-même                | Nomination  |
| 2013  | Miami Life Awards                       | TV - meilleure actrice de soap opera | El rostro de la venganza | Lauréat     |
| 2013  | Premios Tu Mundo 2013                   | Meilleur second rôle féminin         | El rostro de la venganza | Nomination  |
| 2013  | Premios People en Español               | Nouveaux Talents                     | Marido en alquiler       | Nomination  |